# Орловка (Челябинская область)
Орло́вка — село в Катав-Ивановском районе Челябинской области России. Административный центр и единственный населённый пункт Орловского сельского поселения. 

## География
Расположено в 5 километрах южнее города Усть-Катава и федеральной автодороги М-5 «Урал».
Через село протекает река Катав.

## Население
| 2002 | 2010 | 2011 | 2012 | 2013 | 2014 | 2015 |
| ---- | ---- | ---- | ---- | ---- | ---- | ---- |
| 448  | ↘426 | ↘425 | →425 | ↗429 | ↘413 | ↘410 |
| 2016 | 2017 | 2018 | 2019 | 2020 | 2021 |      |
| ↘392 | ↘375 | ↘363 | ↘354 | ↘335 | ↘302 |      |

По данным Всероссийской переписи, в 2010 году численность населения села составляла 426 человек (213 мужчин и 213 женщин).

## Улицы
Уличная сеть села состоит из 7 улиц и 2 переулков.